# Vivian Kong
Vivian Kong (n. 8 februarie 1994, Hong Kong, Imperiul Britanic) este o scrimeră ce a reprezentat Hong Kong, medaliată olimpică. A participat la 3 ediții ale Jocurilor Olimpice (2016, 2020, 2024) în care a câștigat o medalie de aur.